# Parque Nacional Auyuittuq

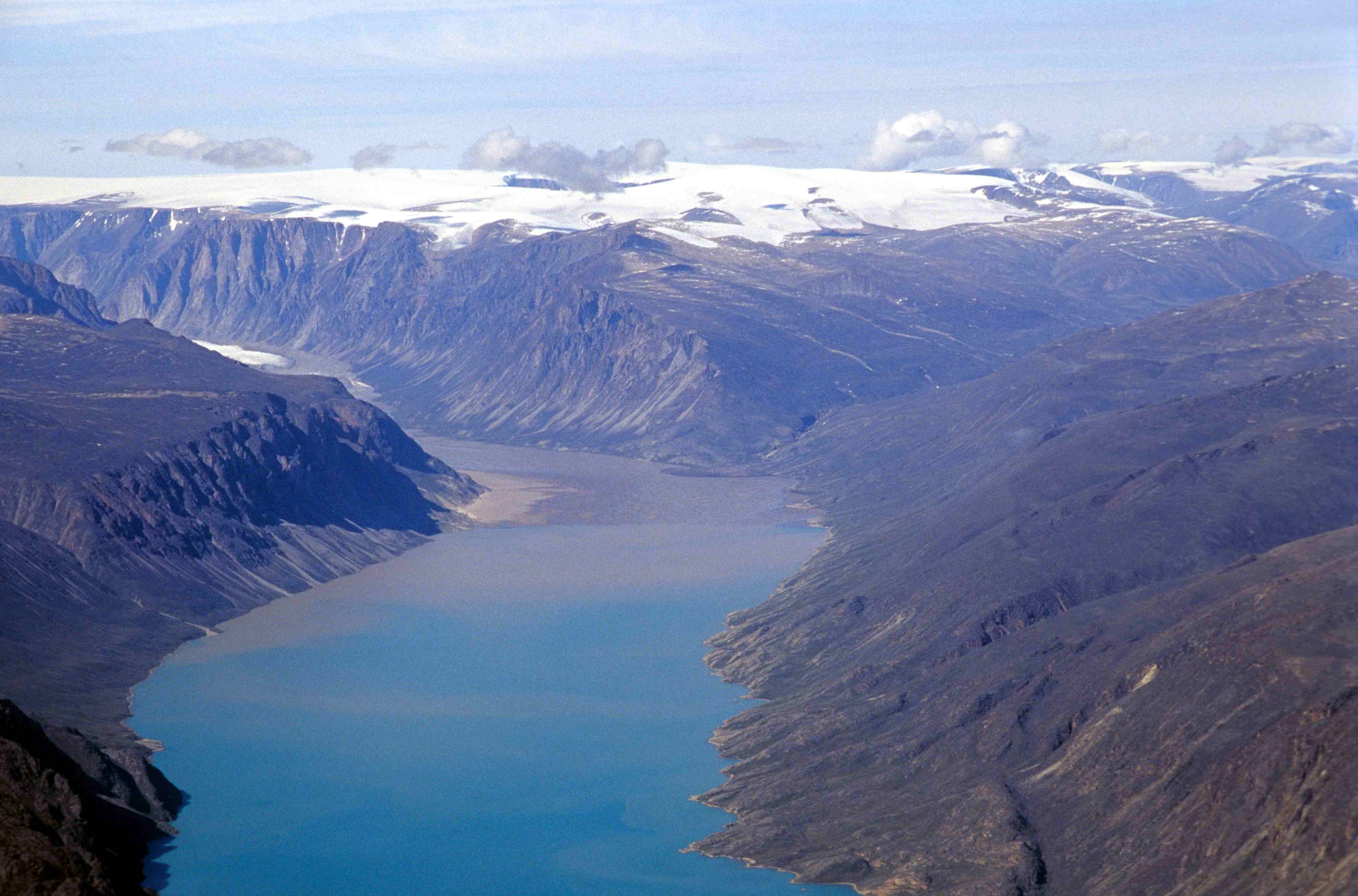
Rio Owl e o fiorde North Pangnirtung em Auyuittuq.

O Parque Nacional Auyuittuq localiza-se na península Cumberland nas Ilhas Baffin, território de Nunavut, Canadá. Vivem no parque 12 de espécies de mamíferos, entre eles o urso-polar e a raposa-do-ártico. O parque foi fundado em 1976 e no idioma Inuctitut significa "terra que nunca derrete", em referência às suas características árticas. 